# 操作中心
操作中心（英語：Action Center）是包含在Windows Phone 8.1、Windows 10和Windows 10 Mobile中的通知中心。2014年7月在Windows Phone 8.1中被首次引入，2015年7月29日被引入Windows 10桌面版。
操作中心在Windows 10中取代了Windows 8中的超级按钮（Charms）。

## 特点
操作中心允许4个快速设置按钮，Windows 10中用户还可扩展以显示所有快速设置按钮。通知会按应用分类，用户可以向右滑动以清除通知。Windows 10中的操作中心还可控制通知设置。在移动版本中，用户可以从上向下滑动以调出操作中心，在Windows Phone 8.1中更增加了进一步的功能，包括如更改音量等简单设置。新的通知区域设计允许用户完成如更改无线网络、开关蓝牙和飞行模式，以及从屏幕顶部的可定制框访问“驾驶模式”等设置，而在下部横向放置的四个可定制框中包括最近文本信息和社交集成。在桌面版本中，用户可以点击任务栏中的操作中心图标或从右向左滑动以调出操作中心。
微软在Build 2016上宣布，Cortana将可以镜像Windows 10 Mobile和Windows 10之间的通知，Cortana也将能同步Android设备的通知到Windows 10操作中心。